# Dwa samochody, jedna noc
Dwa samochody, jedna noc (ang. Two Cars, One Night) – nowozelandzki film krótkometrażowy z 2003 roku w reżyserii Taiki Waititiego. W głównich rolach wystąpili Rangi Ngamoki, Te Ahiwaru Ngamoki-Richards i Hutini Waikato. Film miał premierę w lipcu 2003 roku na New Zealand International Film Festival.

## Fabuła
Dwójka braci: Romeo i Ed czekają w samochodzie na parkingu, pozostawieni przez rodziców przebywających w pobliskim pubie. Poznają tam Polly, która w podobnych okolicznościach czeka na swojego ojca w sąsiednio zaparkowanym pojeździe. Między Romeo a Polly spontanicznie rodzi się krótkie uczucie pierwszej miłości.

## Obsada
- Rangi Ngamoki jako Romeo
- Te Ahiwaru Ngamoki-Richards jako Ed
- Hutini Waikato jako Polly
- Riwai Waka jako Koro
- Dion Waikato jako Tangata

## Nagrody i nominacje
| Nagroda                                      | Kategoria                                                                    | Wynik     |
| -------------------------------------------- | ---------------------------------------------------------------------------- | --------- |
| Nagroda Akademii Filmowej (Oscary)           | Najlepszy krótkometrażowy film aktorski (Ainsley Gardiner, Taika Waititi)    | Nominacja |
| Międzynarodowy Festiwal Filmowy w Berlinie   | Nagroda w sekcji ‘Panorama’ – Najlepszy film krótkometrażowy (Taika Waititi) | Wygrana   |
| Międzynarodowy Festiwal Filmowy w Valladolid | Złoty Kłos – Udział w konkursie filmów krótkometrażowych (Taika Waititi)     | Nominacja |